# Gózd (gromada w powiecie białobrzeskim)
Gózd (od 31 XII 1964 do 31 XII 1972 Stary Gózd) – dawna gromada, czyli najmniejsza jednostka podziału terytorialnego Polskiej Rzeczypospolitej Ludowej w latach 1954–1972.
Gromady, z gromadzkimi radami narodowymi (GRN) jako organami władzy najniższego stopnia na wsi, funkcjonowały od reformy reorganizującej administrację wiejską przeprowadzonej jesienią 1954 do momentu ich zniesienia z dniem 1 stycznia 1973, tym samym wypierając organizację gminną w latach 1954–1972.
Gromadę Gózd siedzibą GRN w Goździe (w obecnym brzmieniu Stary Gózd) utworzono – jako jedną z 8759 gromad na obszarze Polski – w powiecie radomskim w woj. kieleckim, na mocy uchwały nr 13i/54 WRN w Kielcach z dnia 29 września 1954. W skład jednostki weszły obszary dotychczasowych gromad Gózd Stary, Gózd Nowy, Kiełbów Stary, Kiełbów Nowy, Siekluki, Żdżary i Grodzisko (bez wsi Nowa Wola) ze zniesionej gminy Błotnica w tymże powiecie. Dla gromady ustalono 24 członków gromadzkiej rady narodowej.
1 stycznia 1956 gromada weszła w skład nowo utworzonego powiatu białobrzeskiego w tymże województwie.
1 stycznia 1959 do gromady Gózd przyłączono wieś Kadłubek Stary oraz kolonie Kadłubek Nowy, Kadłubek A i Kadłubek B z gromady Bobrek w tymże powiecie.
31 grudnia 1964 nazwę gromady Gózd zmieniono na gromada Stary Gózd.
Gromada przetrwała do końca 1972 roku, czyli do kolejnej reformy gminnej.
Uwaga: W latach 1954–55 w powiecie radomskim istniały dwie gromady o nazwie Gózd. Druga gromada o tej nazwie pozostała jednak przez cały czas w powiecie radomskim, przez co po włączeniu omawianej gromady Gózd do powiatu białobrzeskiego prawdopodobieństwo pomyłki znacznie się zmniejszyło.